# Nemacheilus denisoni
Nemacheilus denisoni is een straalvinnige vissensoort uit de familie van de bermpjes (Nemacheilidae). De wetenschappelijke naam van de soort is voor het eerst geldig gepubliceerd in 1867 door Day.